# Erica platycodon
Erica platycodon (Webb & Berthel.) Rivas-Mart. & al., conocido en castellano como tejo canario, es una especie de arbusto perenne perteneciente a la familia Ericaceae. Es originaria de Macaronesia.
Anteriormente era considerada como subespecie de Erica scoparia L.

## Descripción
Arbusto perennifolio de 4 a 6 metros de altura, muy ramificado desde la base. Hojas decusado-subverticiladas. Lámina rígida, verde-oscura, casi sentada, hasta 1,5 cm de largo y 2,5 mm de ancho; margen enrollado hacia abajo. Flores pequeñas,
acampanadas, de color rojizo-rosáceo, dispuestas en las axilas foliares en posición subterminal de ramas nuevas.

## Distribución y hábitat
Es un endemismo de los archipiélagos macaronésicos de Canarias ―España― y Madeira ―Portugal―.
En Canarias se localiza en las islas de El Hierro, La Gomera y Tenerife.
En Madeira se encuentra en la isla homónima y en Porto Santo.

## Diversidad
Existen dos subespecies aceptadas:
- E. platycodon subsp. maderincola (D.C.McClint.) Rivas Mart., Capelo, J.C.Costa, Lousã, Fontinha, R.Jardim & M.Seq., propia de Madeira.
- E. platycodon subsp. platycodon, presente en Canarias.

## Taxonomía
El taxón fue originalmente descrito como variedad de la especie E. scoparia por los naturalistas Philip Barker Webb y Sabin Berthelot en Histoire Naturelle des Iles Canaries en el año 1844. Más tarde fue elevada al rango de subespecie por Alfred Hansen y Günther W.H. Kunkel, siendo publicado en Cuadernos de Botanica Canaria en 1976. Finalmente, en 1993 fue aceptada como especie segregada, siendo publicado en Itinera Geobotanica por el equipo formado por Salvador Rivas Martínez, Wolfredo Wildpret de la Torre, Marcelino del Arco Aguilar, Octavio Rodríguez, Pedro Luis Pérez de Paz, Antonio García Gallo, Juan Ramón Acebes, Tomás Emilio Díaz y Federico Fernández González.
Etimología
- Erica: nombre genérico que procede del griego ereike, nombre clásico de los brezos.
- platycodon: epíteto que procede del griego platys, ancho o ensanchado, y kodon, campana, aludiendo a flores acampanadas algo ensanchadas o grandes.

Sinonimia
La especie y taxones infraespecíficos presentan los siguientes sinónimos:
- Erica scoparia subsp. platycodon (Webb & Berthel.) A.Hansen & G.Kunkel
- Erica scoparia subsp. maderincola D.C.McClint.
- Erica scoparia var. platycodon Webb & Berthel.

## Estado de conservación
Su aprovechamiento se encuentra regulado a nivel de la Comunidad Autónoma de Canarias al incluirse en el Anexo III de la Orden de 20 de febrero de 1991 sobre protección de especies de la flora vascular silvestre.
Las mayoría de las poblaciones canarias se encuentran en áreas de la Red Canaria de Espacios Naturales Protegidos ―parque rural de Anaga, parque nacional de Garajonay―.

## Nombres comunes
Se conoce en Canarias como tejo, por el cierto parecido con el tejo común. En La Gomera también se lo denomina como flejo, no estando claro su origen.
En Madeira se denomina en portugués como urze durazia o urze das vassouras.